# Mannschaftskader der I liga (Schach) 1978
Die Liste der Mannschaftskader der I liga (Schach) 1978 enthält alle Spieler, die in der I liga der polnischen Mannschaftsmeisterschaft im Schach 1978 mindestens einmal eingesetzt wurden, mit ihren Ergebnissen.

## Allgemeines
Während Łączność Bydgoszcz in allen Wettkämpfen die gleichen sechs Spieler einsetzte, spielten bei Hetman Wrocław neun Spieler mindestens eine Partie. Insgesamt kamen 93 Spieler zum Einsatz, von 46 keinen Wettkampf versäumten.
Punktbester Spieler war Włodzimierz Kruszyński (Łączność Bydgoszcz) mit 9,5 Punkten aus 11 Partien. Grażyna Szmacińska (Anilana Łódź) erreichte 9 Punkte aus 11 Partien, Adam Kuligowski (Polonia Warszawa) und Jan Kubik (Kolejarz Katowice) je 8,5 Punkte aus 11 Partien. Irena Kasprzyk (Avia Świdnik) erreichte als einzige Spielerin 100 %, sie spielte drei Partien.

## Legende
Die nachstehenden Tabellen enthalten folgende Informationen:
- Nr.: Ranglistennummer; ein zusätzliches „W“ bezeichnet Frauen
- Titel: FIDE-Titel zum Zeitpunkt des Turniers; GM = Großmeister, IM = Internationaler Meister, WIM = Internationale Meisterin der Frauen
- Elo: Elo-Zahl vom 1. Januar 1978 oder aus der Ergänzungsliste vom 1. Juli 1978; bei Spielern ohne Elo-Zahl ist (sofern bekannt) die nationale Wertung eingeklammert angegeben
- Pkt.: Anzahl der erreichten Punkte
- Partien: Anzahl der gespielten Partien

## KS Łączność Bydgoszcz
| Nr. | Titel | Name                   | Elo    | Pkt. | Partien |
| --- | ----- | ---------------------- | ------ | ---- | ------- |
| 1   | IM    | Jerzy Pokojowczyk      | 2385   | 4,5  | 11      |
| 2   |       | Andrzej Maciejewski    | 2335   | 7,5  | 11      |
| 3   |       | Włodzimierz Kruszyński | 2265   | 9,5  | 11      |
| 4   |       | Waldemar Jagodziński   | (2100) | 5,5  | 11      |
| 5   |       | Grzegorz Chrapkowski   | 2250   | 7,5  | 11      |
| W1  |       | Hanna Jagodzińska      | (1875) | 4,5  | 11      |

## WKSz Legion Warszawa
| Nr. | Titel | Name               | Elo    | Pkt. | Partien |
| --- | ----- | ------------------ | ------ | ---- | ------- |
| 1   | IM    | Jan Adamski        | 2470   | 7    | 11      |
| 2   | IM    | Andrzej Filipowicz | 2360   | 7    | 11      |
| 3   |       | Rafał Marszałek    | 2340   | 6    | 9       |
| 4   |       | Anatol Łokasto     | (2157) | 1    | 2       |
| 5   |       | Bogusław Borysiak  | (2095) | 4    | 11      |
| 6   |       | Bogdan Michalak    | (2100) | 2,5  | 6       |
| 7   |       | Zbigniew Biegański | (1900) | 2    | 5       |
| W1  |       | Agnieszka Brustman | 1950   | 5,5  | 11      |

## KS Maraton Warszawa
| Nr. | Titel | Name                     | Elo    | Pkt. | Partien |
| --- | ----- | ------------------------ | ------ | ---- | ------- |
| 1   | GM    | Włodzimierz Schmidt      | 2505   | 7    | 11      |
| 2   | IM    | Aleksander Sznapik       | 2430   | 8    | 11      |
| 3   |       | Andrzej Adamski          | 2365   | 4    | 10      |
| 4   | IM    | Romuald Grąbczewski      | 2375   | 2    | 5       |
| 5   | IM    | Stefan Witkowski         | 2365   | 2,5  | 6       |
| 6   |       | Marian Ziembiński        | 2270   | 1    | 2       |
| 7   |       | Wojciech Ehrenfeucht     | (2059) | 8    | 10      |
| W1  |       | Elżbieta Kowalska-Lipska | 1970   | 6    | 11      |

## FKS Avia Świdnik
| Nr. | Titel | Name              | Elo    | Pkt. | Partien |
| --- | ----- | ----------------- | ------ | ---- | ------- |
| 1   | IM    | Krzysztof Pytel   | 2390   | 7    | 11      |
| 2   | IM    | Zbigniew Szymczak | 2390   | 4,5  | 11      |
| 3   |       | Tadeusz Lipski    | 2310   | 2    | 8       |
| 4   |       | Marek Hawełko     | (2133) | 8    | 11      |
| 5   |       | Zbigniew Księski  | 2280   | 6,5  | 10      |
| 6   |       | Michał Praszak    | (2038) | 3,5  | 4       |
| W1  | WIM   | Bożena Pytel      | 2050   | 4    | 8       |
| W2  |       | Irena Kasprzyk    | 2020   | 3    | 3       |

## KKS Polonia Warszawa
| Nr. | Titel | Name                  | Elo    | Pkt. | Partien |
| --- | ----- | --------------------- | ------ | ---- | ------- |
| 1   |       | Adam Kuligowski       | 2310   | 8,5  | 11      |
| 2   |       | Władysław Schinzel    | 2400   | 4    | 10      |
| 3   |       | Stanisław Gawlikowski |        | 0,5  | 2       |
| 4   |       | Stefan Dejkało        | (2117) | 4,5  | 10      |
| 5   |       | Robert Bugajski       | (2148) | 5,5  | 11      |
| 6   |       | Janusz Cycling        | (2100) | 1    | 5       |
| 7   |       | Zbigniew Czajka       | 2240   | 3    | 6       |
| W1  |       | Iwona Jezierska       | 1875   | 5,5  | 11      |

## KKS Hetman Wrocław
| Nr. | Titel | Name                  | Elo    | Pkt. | Partien |
| --- | ----- | --------------------- | ------ | ---- | ------- |
| 1   |       | Benedykt Serwiński    | 2360   | 1,5  | 7       |
| 2   |       | Franciszek Borkowski  | 2400   | 6,5  | 11      |
| 3   |       | Zbigniew Jaśnikowski  | 2315   | 7    | 10      |
| 4   |       | Cezary Balicki        | (2100) | 3    | 8       |
| 5   |       | Tadeusz Drelinkiewicz | 2325   | 3,5  | 6       |
| 6   |       | Andrzej Misiuk        | (1900) | 4,5  | 8       |
| 7   |       | Janusz Żyła           | (1900) | 0    | 2       |
| 8   |       | Marek Świerczewski    | (2108) | 1,5  | 3       |
| W1  |       | Apolonia Litwińska    | 1870   | 4,5  | 11      |

## KS Anilana Łódź
| Nr. | Titel | Name               | Elo    | Pkt. | Partien |
| --- | ----- | ------------------ | ------ | ---- | ------- |
| 1   |       | Waldemar Świć      | 2430   | 4,5  | 11      |
| 2   |       | Witold Balcerowski | 2350   | 5    | 11      |
| 3   |       | Tadeusz Żółtek     | (2147) | 5,5  | 11      |
| 4   |       | Zbigniew Bator     | (2106) | 3    | 9       |
| 5   |       | Tomasz Rakowiecki  | (2102) | 7    | 10      |
| 6   |       | Jan Łachut         | (2071) | 0,5  | 2       |
| 7   |       | Romuald Grzelak    | (2099) | 0    | 1       |
| W1  | WIM   | Grażyna Szmacińska | 2180   | 9    | 11      |

## 1893 KKSz-Hutnik Kraków
| Nr. | Titel | Name                  | Elo    | Pkt. | Partien |
| --- | ----- | --------------------- | ------ | ---- | ------- |
| 1   | IM    | Jerzy Kostro          | 2365   | 5    | 11      |
| 2   |       | Jerzy Konikowski      | (2183) | 6,5  | 11      |
| 3   |       | Kazimierz Steczkowski | (2213) | 6    | 11      |
| 4   |       | Stanisław Porębski    | (2125) | 5,5  | 11      |
| 5   |       | Adam Hachaj           | (2051) | 2,5  | 8       |
| 6   |       | Andrzej Godkiewicz    | (1900) | 2    | 3       |
| W1  |       | Anna Jurczyńska       | 2095   | 6    | 9       |
| W2  |       | Aldona Tańcula        | (1800) | 1    | 2       |

## KS Kolejarz Katowice
| Nr. | Titel | Name                | Elo    | Pkt. | Partien |
| --- | ----- | ------------------- | ------ | ---- | ------- |
| 1   | IM    | Bogdan Śliwa        | 2370   | 4    | 11      |
| 2   |       | Janusz Szałajdewicz | (2114) | 5    | 11      |
| 3   |       | Wiesław Judycki     | (2134) | 3,5  | 11      |
| 4   |       | Jan Kubik           | (2147) | 8,5  | 11      |
| 5   |       | Marek Szpakowski    | (1942) | 4,5  | 10      |
| 6   |       | Józef Mróz          | (1900) | 0    | 1       |
| W1  |       | Iwona Świecik       | 2035   | 6,5  | 11      |

## HKS Hutnik Warszawa
| Nr. | Titel | Name                   | Elo    | Pkt. | Partien |
| --- | ----- | ---------------------- | ------ | ---- | ------- |
| 1   |       | Wacław Łuczynowicz     | 2285   | 2,5  | 9       |
| 2   |       | Marek Fijałkowski      | 2270   | 0,5  | 2       |
| 3   |       | Henryk Petryk          | (2154) | 5    | 11      |
| 4   |       | Zbigniew Sęk           | (2211) | 3,5  | 11      |
| 5   |       | Kazimierz Marcinkowski | (2023) | 5    | 9       |
| 6   |       | Krzysztof Sznapik      | (1984) | 6    | 9       |
| 7   | IM    | Kazimierz Plater       |        | 1,5  | 4       |
| W1  |       | Elżbieta Sosnowska     | (1821) | 3,5  | 11      |

## MKS Start Lublin
| Nr. | Titel | Name                 | Elo    | Pkt. | Partien |
| --- | ----- | -------------------- | ------ | ---- | ------- |
| 1   | IM    | Andrzej Sydor        | 2395   | 6    | 11      |
| 2   |       | Zbigniew Jamroz      | (2181) | 2    | 11      |
| 3   |       | Sławomir Wach        | (2099) | 3    | 7       |
| 4   |       | Krzysztof Zakrzewski | (2052) | 6,5  | 11      |
| 5   |       | Zdzisław Wojcieszyn  | (2066) | 4    | 11      |
| 6   |       | Jerzy Dybowski       | (1900) | 1,5  | 4       |
| W1  |       | Zofia Ciechocińska   | (1739) | 5,5  | 11      |

## KKS Lech Poznań
| Nr. | Titel | Name                | Elo    | Pkt. | Partien |
| --- | ----- | ------------------- | ------ | ---- | ------- |
| 1   | IM    | Zbigniew Doda       | 2405   | 5    | 11      |
| 2   |       | Ryszard Bernard     | 2360   | 6    | 11      |
| 3   |       | Paweł Stempin       | (2198) | 4,5  | 11      |
| 4   |       | Bogdan Pietrusiak   | 2310   | 5    | 9       |
| 5   |       | Maciej Białecki     | (1900) | 0,5  | 4       |
| 6   |       | Tadeusz Walendowski | (1900) | 1    | 5       |
| 7   |       | Waldemar Krych      | (1900) | 0    | 4       |
| W1  |       | Jolanta Kmieć       | (1400) | 1,5  | 11      |